# 澳門巴士35路線
澳門巴士35路線是由澳巴經營，往返蘇利安圓形地和澳門協和醫院的巴士路線。

## 簡介及歷史
- 本線於1998年5月8日起投入服務，初時服務時間為07:00-20:00，走線如下：

| 序號 | 站名               |
| ---- | ------------------ |
| 1    | 海洋花園瞭望台     |
| 2    | 海洋廣場           |
| 3    | 氹仔衛生中心       |
| 4    | 柯維納馬路         |
| 5    | 南新花園           |
| 6    | 匯景花園           |
| 7    | 亞威羅街           |
| 8    | 氹仔濠江中學       |
| 9    | 埃武拉街／花城     |
| 10   | 氹仔花城           |
| 11   | 亞利雅架前地       |
| 12   | 南京街／CTM        |
| 13   | 廣東馬路／凱悅     |
| 14   | 澳門大學           |
| 15   | 新世紀酒店         |
| 16   | 氹仔大中華廣場     |
| 17   | 泉亮花園           |
| 18   | 孫逸仙馬路／三家村 |
| 19   | 泉悅花園           |
| 20   | 嘉模泳池           |
| 21   | 氹仔官也街         |
| 22   | 氹仔中葡小學       |
| 23   | 氹仔地堡街         |
| 24   | 澳門運動場         |
| 25   | 賽馬會-1           |
| 26   | 賽馬會-2           |
| 27   | 盧伯德圓形地       |
| 28   | 氹仔海濱花園       |
| 29   | 海洋花園瞭望台     |

- 2003年10月27日起改線，不再繞經氹仔舊城區，並繞經盧廉若馬路。並延長服務時間至23:00。

- 2009年10月18日起，交通事務局進行第三階段巴士路線調整，增加2條離島循環線；並增加與本線相互之轉乘優惠。

- 2011年8月1日，本線改由維澳蓮運經營，並延伸至新濠天地周邊。[1]

- 2011年12月27日，延長至駕考中心，以接駁乘客往返新駕考中心與氹仔市區之間。另外新增停靠“澳門土木工程實驗室”站，取消停靠“連貫公路／新濠天地”、“體育館馬路／新濠天地”站。[2]

- 2012年6月1日，總站站由海洋花園瞭望台遷至蘇利安圓形地，新增停靠「海洋會所」、「機場圓形地／偉龍」站。[3][4]

- 2012年11月4日，新增“霍英東博士大馬路／機場大馬路”站。 [5]

- 2012年12月18日起，因應湖畔大廈入伙，新增停靠「湖畔大廈」站。[6]

- 2014年7月1日，本線改由新時代經營。

- 2016年5月28日：[7]
  - 因「海洋會所」站的使用率偏低，且與前一站點的距離只有約150米，因此取消停靠此站。
  - 經考量行車安全，取消停靠「盧伯德圓形地」站。

- 2016年9月24日：[8][9]
  - 「孫逸仙馬路／三家村」站與「泉亮花園」站合併，並分別命名為「泉亮花園」站和「泉裕豪庭」站，改停靠「泉裕豪庭」站。
  - 取消停靠「機場圓形地／偉龍」站，改停靠「機場貨運站」站。

- 2016年10月9日，配合氹仔運動場圓形地及周邊道路恢復，恢復停靠「澳門運動場」站、「運動場圓形地」臨時站、「布拉干薩街」站，取消停靠「廣東大馬路／馬會」站。[10]

- 2016年12月10日，調整本線服務時間為07:00-23:00，週一至週日及公眾假期07:00-10:00、15:00-20:00班距15分鐘，10:00-15:00和20:00-23:00班距18-22分鐘。[11]

- 2018年7月15日，取消停靠「奧林匹克游泳館圓形地」站。

- 2018年7月21日，本線恢復停靠「運動場／賽馬會」站（原名：運動場道）。

- 2018年8月1日，本線改由澳巴經營。

- 2018年10月27日，為明確巴士站位置，「廣東大馬路／成都街」更名為「廣東大馬路／濠尚」。

- 2019年3月16日起，配合土地工務運輸局建造行人天橋工程的推進，暫不停靠「運動場／賽馬會」站。

- 2019年5月18日，配合建設發展辦公室重整道路，取消“奥林匹克游泳館”站。

- 2019年7月27日起，多個巴士站開始改名：
  - “機場貨運站”站改名為“科大／機場貨運站”。
  - “運動場圓形地”站改名為“運動場／體育中心”。

- 2019年12月28日起，新增停靠「柯維納馬路」站。[12]

- 2021年11月27日起，延長至上葡京及葡京人，新增停靠“機場大馬路／輕軌車廠”、“機場大馬路／航空圓形地”、“溜冰路／葡京人”、“路環電廠圓形地”、“機場大馬路／上葡京”、“機場大馬路／永利皇宮”共六站。[13]

- 2022年6月12日起，本線逐步改用中巴行駛。

- 2022年7月11日至7月17日，因實施「全澳相對靜止管理」措施，本線暫停營運。[14]

- 2022年7月18日至7月22日，因宣佈延長“相對靜止管理”措施，本線維持上述措施。[15]

- 2022年7月23日起，因“相對靜止管理”結束，本線恢復營運。[16]

- 2022年9月14日起，開設特班車路線往返湖畔大廈及位於離島醫療綜合體內的澳門鏡湖護理學院新校址。[17][18]

- 2023年6月10日，因應35S路線暫停營運，臨時新增停靠“湖畔公園”、“澳門鏡湖護理學院”、“溜冰路／東亞運體育館”站。[19]

- 2023年8月26日，上述措施調整為永久措施。[20]

- 2023年12月16日起，配合離島醫療綜合體啟用，取消停靠“澳門鏡湖護理學院”站，新增停靠“澳門協和醫院”、“澳門協和醫院／綜合服務大樓”站。[21]

- 2024年4月30日起，以試行形式新增停靠「射擊路／上葡京」站，取消停靠「機場大馬路／航空圓形地」站。[22]

## 本線特色
- 本線是首條全程均在氹仔區內行駛的巴士路線。

## 使用車輛

### 新福利時期

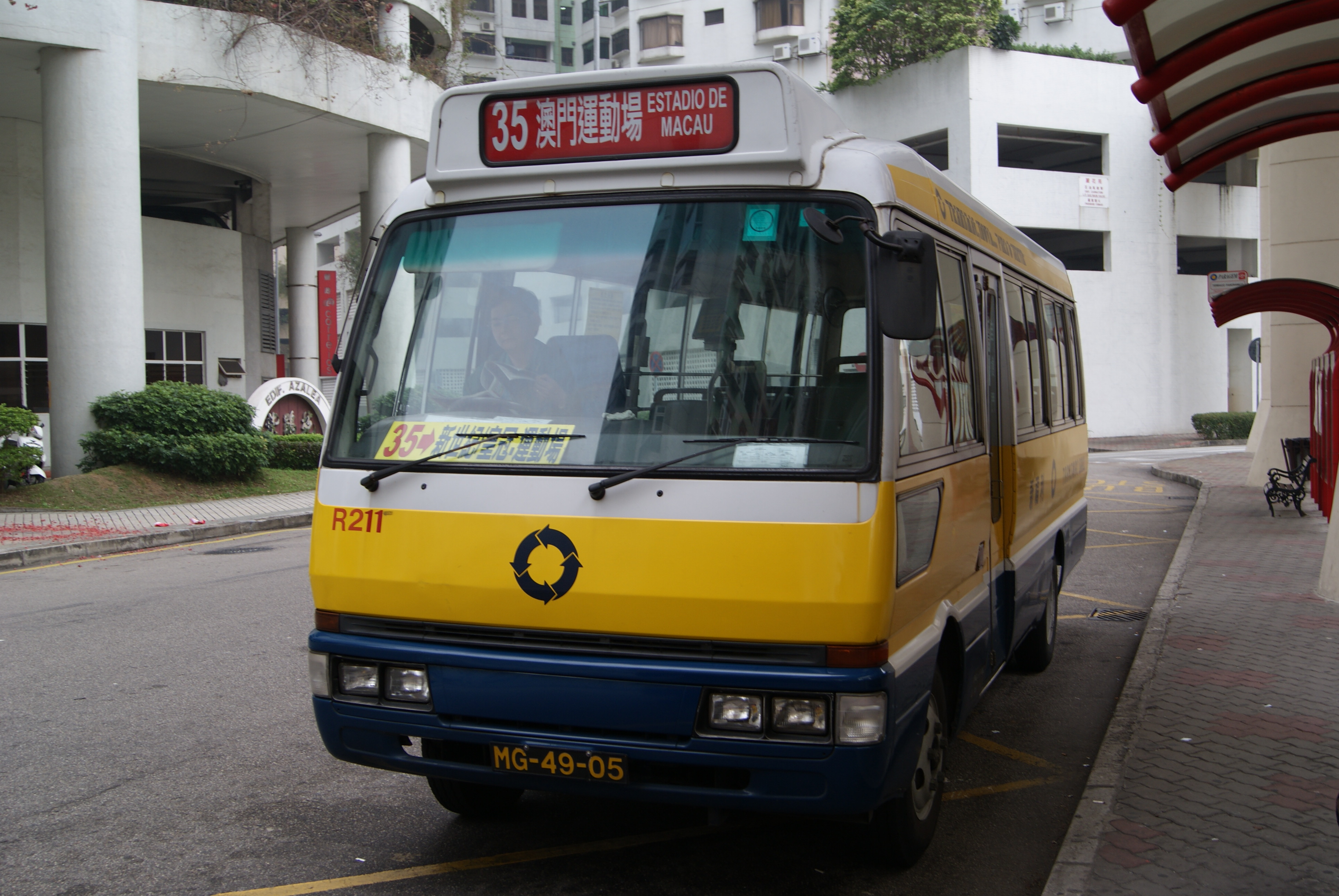
以三菱Rosa單門為主力，後在2011年7月中旬改用三菱Rosa雙門。
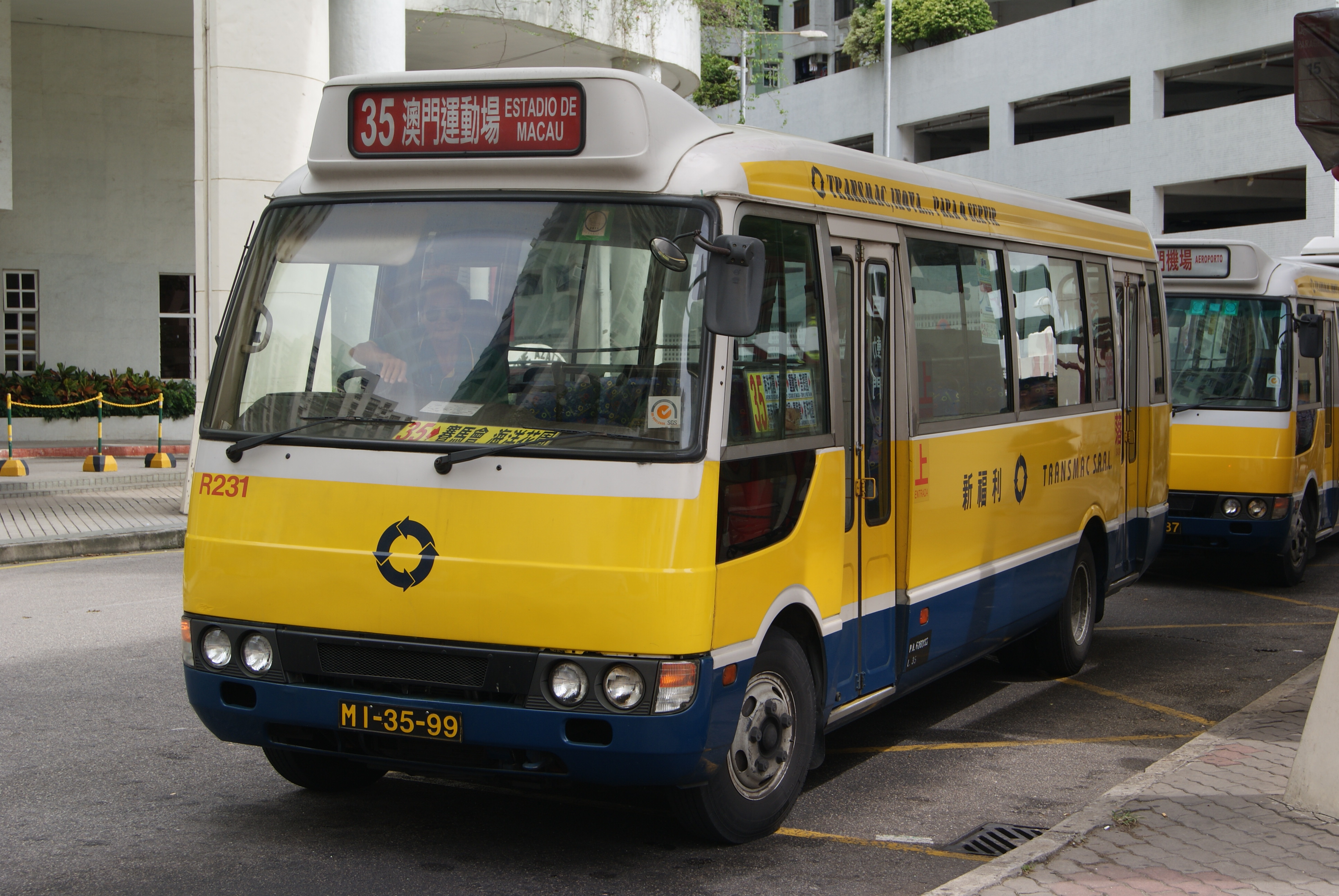
三菱Rosa

### 維澳蓮運時期

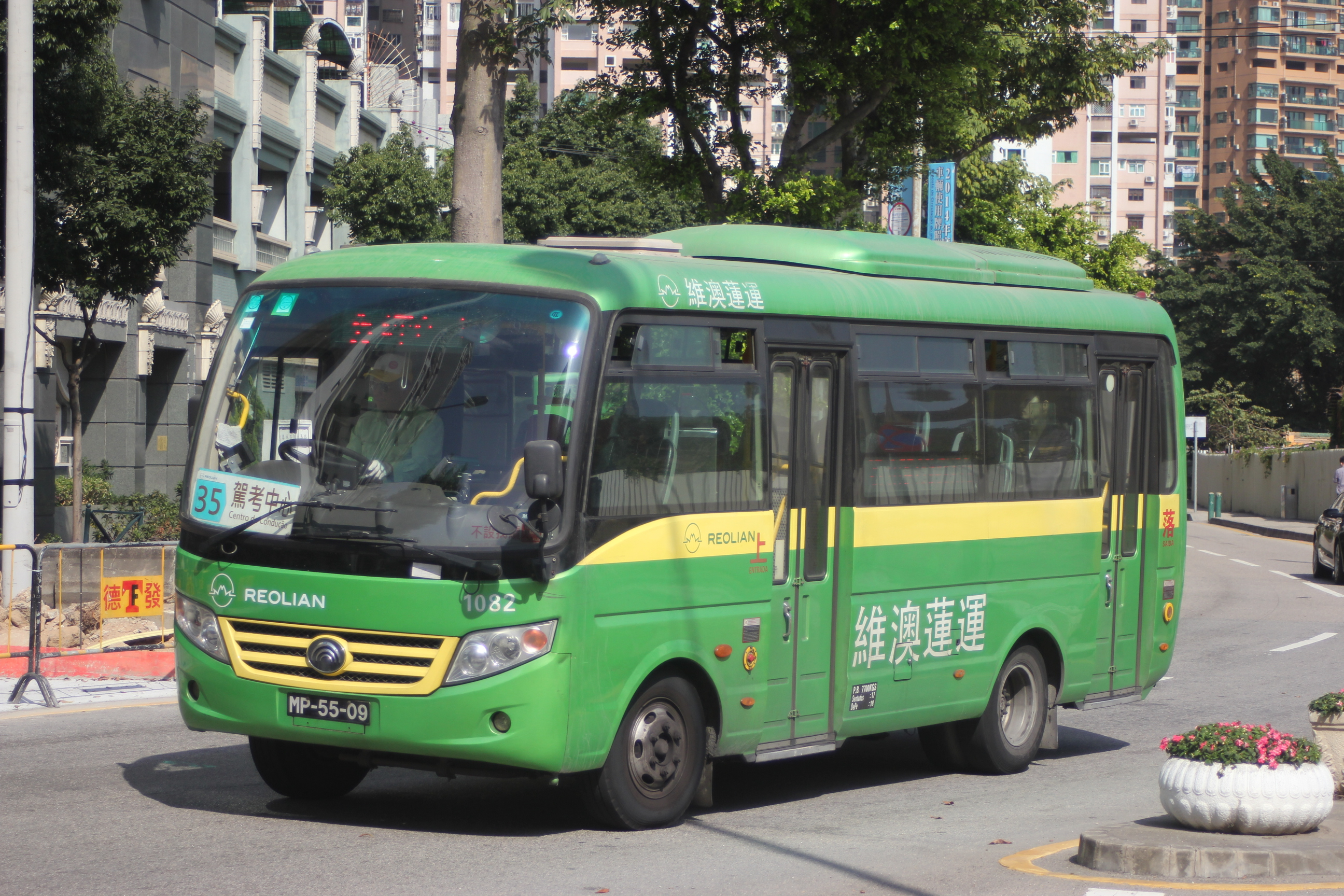
宇通ZK6770HG

### 新時代時期

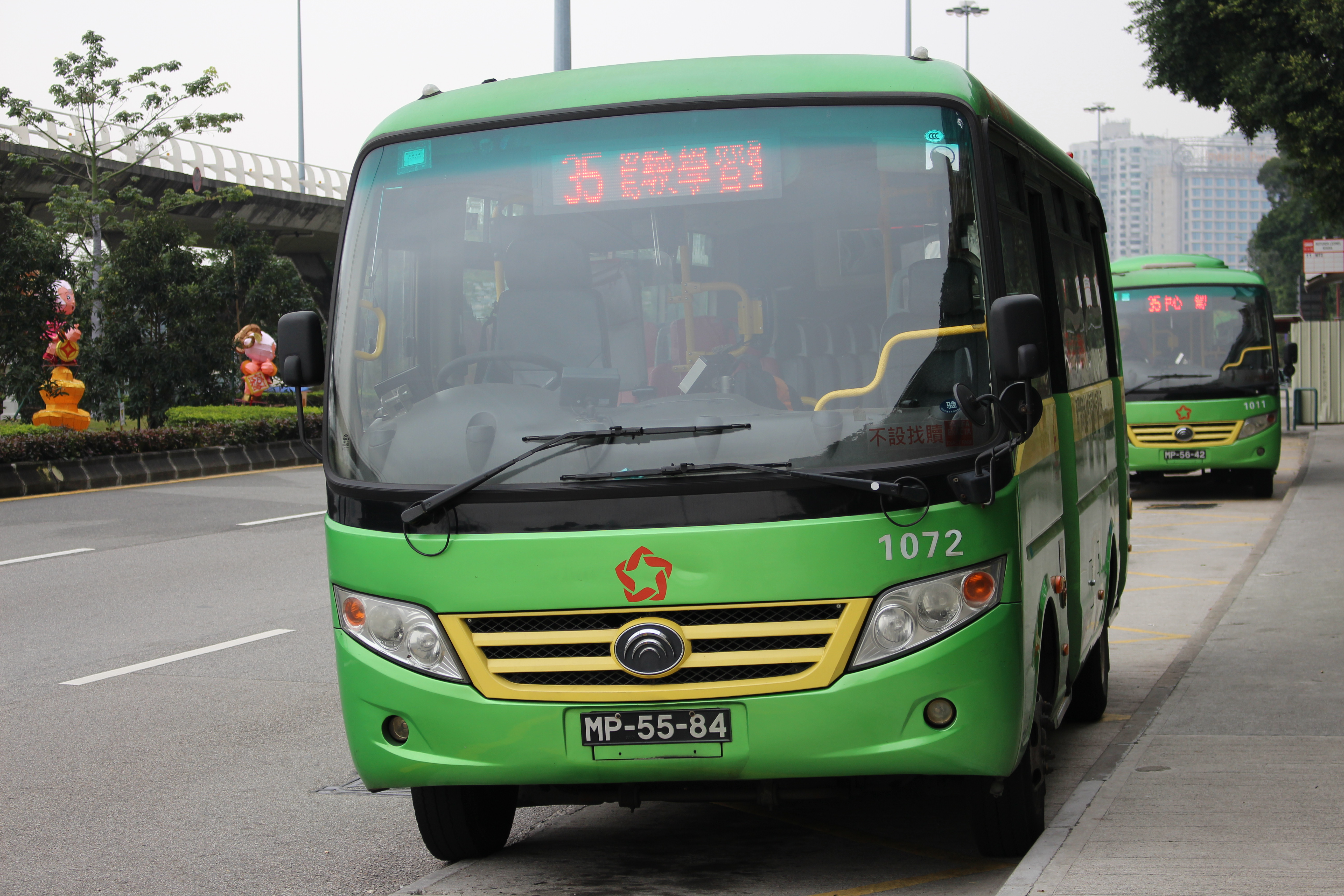
宇通ZK6770HG

### 澳巴時期
2022年4月30日前、5月2日-5月4日、5月6日：

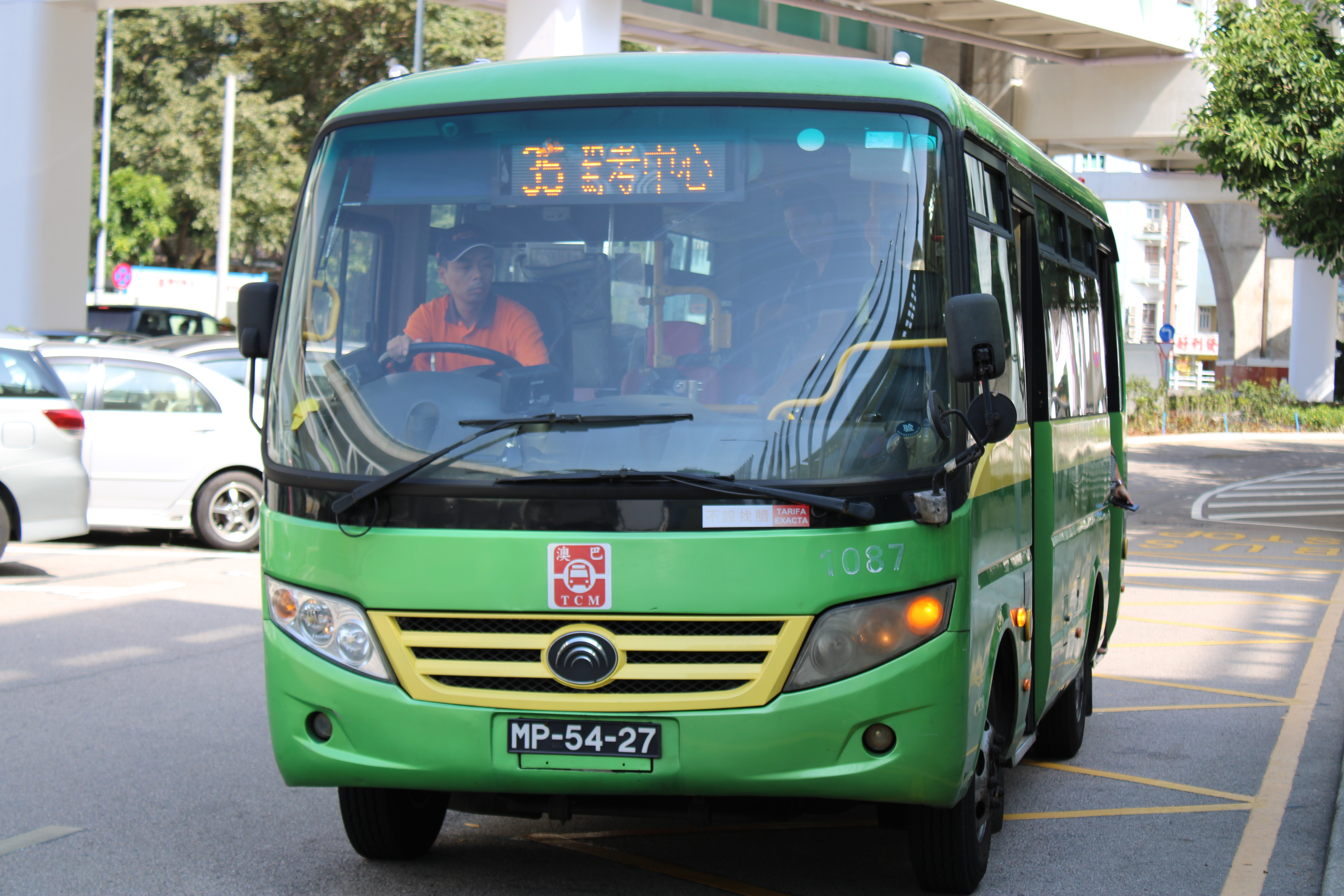
宇通ZK6770HG
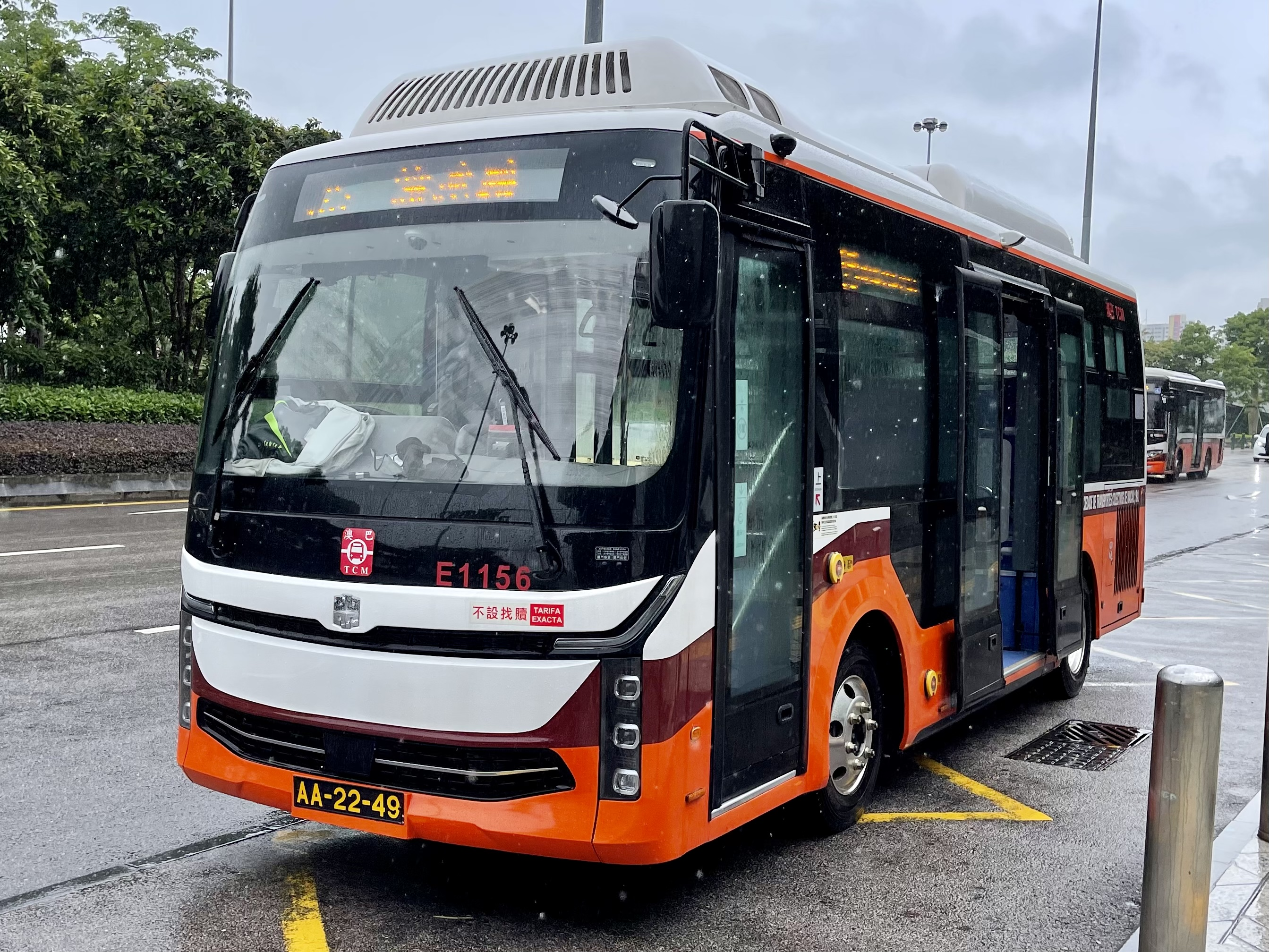
中通LCK6759SHEVG
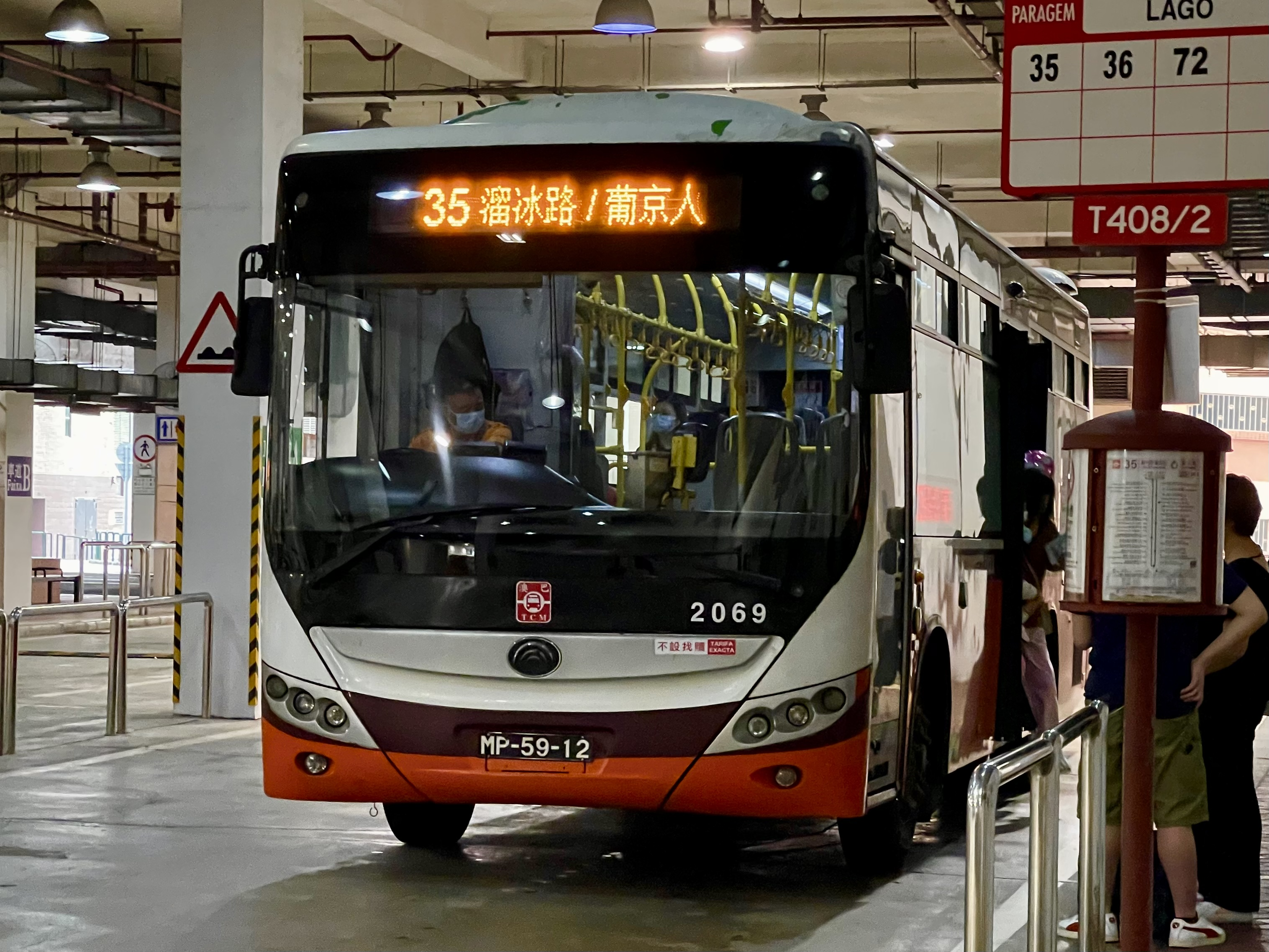
宇通ZK6902HG
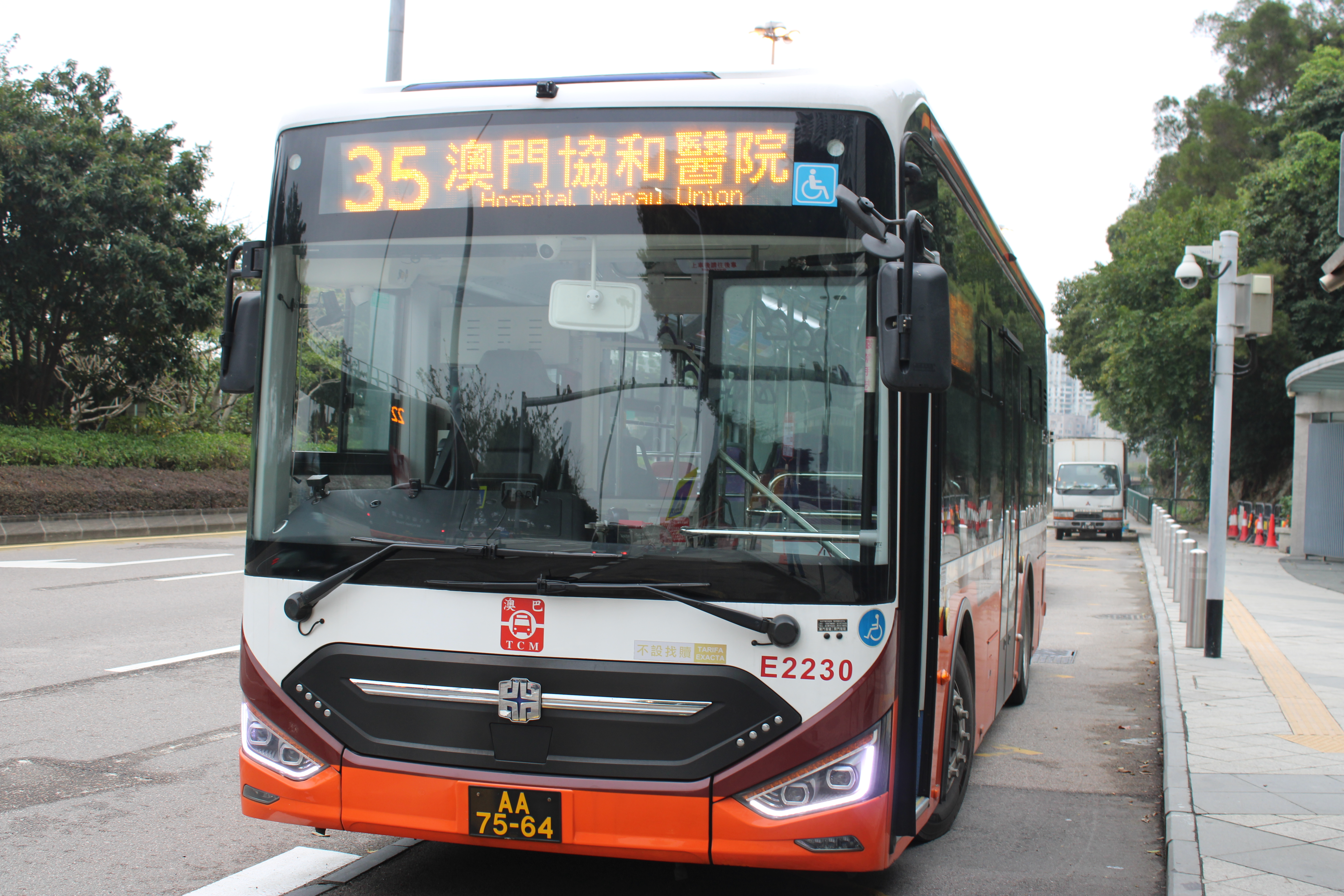
中通LCK6980SHEVG
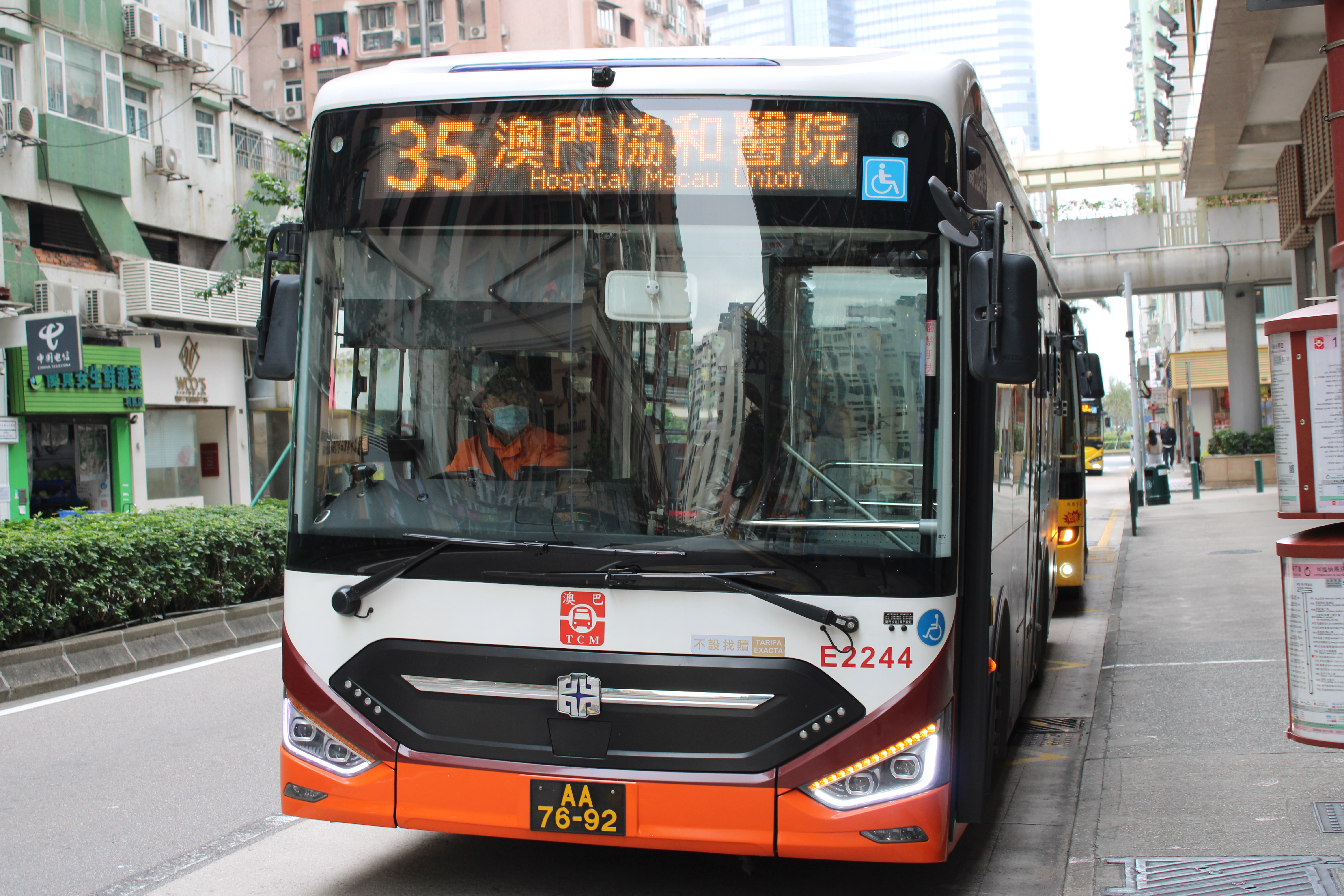
中通LCK6980SHEVG
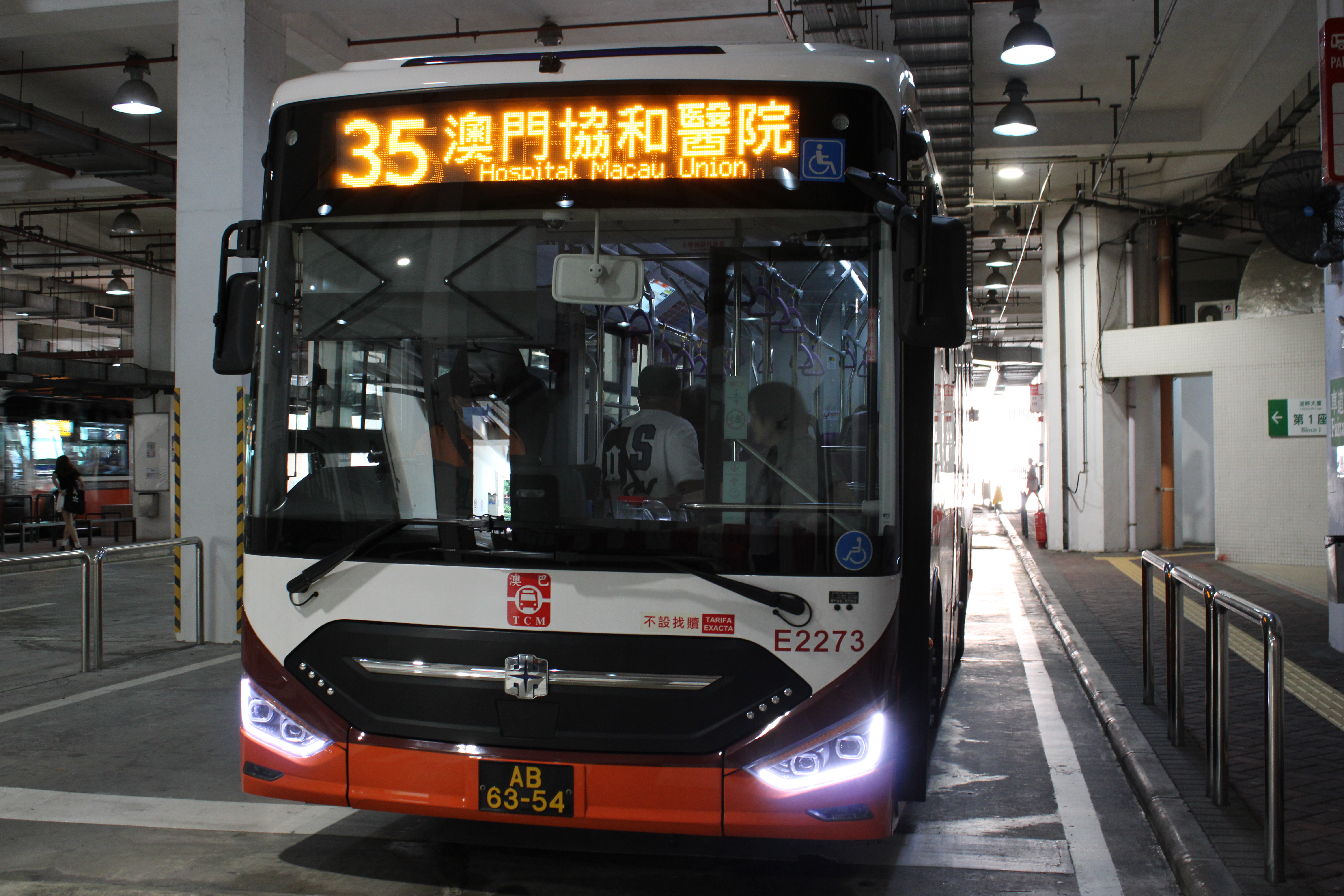
中通LCK6980SHEVG

2022年4月30日-5月1日、5月5日、5月7日起：
- 宇通ZK6770HG
- 中通LCK6759SHEVG

2022年6月12日起：
- 宇通ZK6770HG
- 宇通ZK6902HG
- 中通LCK6759SHEVG

2022年6月15日：
- 宇通ZK6902HG
- 中通LCK6980SHEVG

2022年6月16日-6月18日，6月20日-6月21日，6月23日：
- 宇通ZK6902HG
- 中通LCK6759SHEVG

2022年6月22日，6月24日：
- 宇通ZK6902HG
- 中通LCK6759SHEVG
- 中通LCK6980SHEVG

2022年8月20日：
- 宇通ZK6902HG
- 宇通ZK6986HG

2022年6月19日，6月25日-8月19日，8月21日起：
- 宇通ZK6902HG

2023年1月11日起：
- 宇通ZK6902HG
- 中通LCK6759SHEVG
- 中通LCK6980SHEVG

2023年1月14日起：
- 宇通ZK6902HG
- 宇通ZK6986HG
- 中通LCK6980SHEVG

2023年1月31日起：
- 中通LCK6980SHEVG
- 宇通ZK6902HG

2023年2月4日起：
- 中通LCK6980SHEVG
- 宇通ZK6986HG

2024年8月起：
- 中通LCK6980SHEVG

## 電牌
| 往氹仔方向                    | 往氹仔方向                    | 往氹仔方向 |
| 日期                          | 頭牌                          | 圖例       |
| ----------------------------- | ----------------------------- | ---------- |
| 2012年6月1日前                | 海洋花園                      |            |
| 2012年6月1日起                | 蘇利安圓形地                  |            |
| 往路氹東方向                  |                               |            |
| 2015年3月28日前               | 駕駛學習暨考試中心            |            |
| 2015年3月28日至2021年11月26日 | 駕考中心                      |            |
| 2021年11月27日至2022年6月     | 溜冰路                        |            |
| 2022年7月至2023年6月9日       | 溜冰路／葡京人                |            |
| 2023年6月10日至12月15日       | 鏡湖護理學院                  |            |
| 2023年6月10日至12月15日       | 經葡京人、上葡京 （轉頁顯示） |            |
| 2023年12月16日起              | 澳門協和醫院                  |            |

## 路線資料

### 收費
| 收費類別     | 收費類別                      | 收費類別             | 費用 |
| ------------ | ----------------------------- | -------------------- | ---- |
| 現金         | 現金                          | 現金                 | $6.0 |
| 境外支付工具 | 支付寶（內地及香港）          | 支付寶（內地及香港） | $6.0 |
| 境外支付工具 | 雲閃付 非綁定澳門銀聯卡       |                      | $6.0 |
| 境外支付工具 | 微信支付（內地及香港）        |                      | $6.0 |
| 境外支付工具 | 交通聯合 非澳門發行的全國通卡 |                      | $6.0 |
| 境內支付工具 | 澳門通                        | 全民卡               | $3.0 |
| 境內支付工具 | 澳門通                        | 學生卡               | $1.5 |
| 境內支付工具 | 澳門通                        | 長者卡               | 免費 |
| 境內支付工具 | 澳門通                        | 殘疾卡               | 免費 |
| 境內支付工具 | 聚易用＋                      | 聚易用＋             | $3.0 |

### 服務時間及班距
| 服務時間                     | 服務時間     | 星期一至六  | 星期日 （含公眾假期） |
| ---------------------------- | ------------ | ----------- | --------------------- |
| 蘇利安圓形地                 | 蘇利安圓形地 | 07:00-23:00 | 07:00-23:00           |
| 班距                         | 尖峰         | 12-18分鐘   | 20-25分鐘             |
| 班距                         | 離峰         | 20-25分鐘   | 20-25分鐘             |
| 懸掛8號風球後1小時開出尾班車 |              |             |                       |

### 路線停站
| 35   | 蘇利安圓形地 ↺ 澳門協和醫院 | 蘇利安圓形地 ↺ 澳門協和醫院 | 蘇利安圓形地 ↺ 澳門協和醫院 |
| 序號 | 循環線                      | 循環線                      | 循環線                      |
| 序號 | 站號                        | 站名                        | 輕軌站                      |
| 1    | T330/4                      | 蘇利安圓形地                |                             |
| 2    | T336/1                      | 海洋花園瞭望台              |                             |
| 3    | T307                        | 宋玉生博士圓形地            |                             |
| 4    | T304                        | 氹仔大中華廣場              |                             |
| 5    | T310/2                      | 泉裕豪庭                    |                             |
| 6    | T408/2                      | 湖畔大廈                    |                             |
| 7    | T409                        | 湖畔公園                    |                             |
| 8    | T368                        | 奧林匹克大馬路              |                             |
| 9    | T324/1                      | 澳門運動場                  |                             |
| 10   | T347                        | 運動場／體育中心            | 運動場站                    |
| 11   | T364/1                      | 望德聖母灣馬路／軍營        | 排角站                      |
| 12   | T366                        | 望德聖母灣馬路／紅樹林      |                             |
| 13   | T374                        | 澳門土木工程實驗室          |                             |
| 14   | T417                        | 科大／機場貨運站            | 科大站                      |
| 15   | T404                        | 駕駛學習暨考試中心          |                             |
| 16   | T418                        | 機場大馬路／輕軌車廠        |                             |
| 17   | T433                        | 射擊路／上葡京              |                             |
| 18   | T435                        | 溜冰路／葡京人              |                             |
| 19   | T349                        | 路環電廠圓形地              |                             |
| 20   | C701                        | 澳門協和醫院                | 協和醫院站                  |
| 21   | C702                        | 澳門協和醫院／綜合服務大樓  | 協和醫院站                  |
| 22   | T436                        | 溜冰路／東亞運體育館        |                             |
| 23   | T434                        | 機場大馬路／上葡京          |                             |
| 24   | T419                        | 機場大馬路／永利皇宮        |                             |
| 25   | T407                        | 霍英東馬路／永利皇宮        | 路氹東站                    |
| 26   | T392                        | 霍英東馬路／新濠天地        |                             |
| 27   | T367                        | 望德聖母灣馬路／連貫公路    |                             |
| 28   | T365/2                      | 排角／銀河                  | 排角站                      |
| 29   | T361                        | 運動場／賽馬會              | 運動場站                    |
| 30   | T351                        | 布拉干薩街                  |                             |
| 31   | T353                        | 廣東大馬路／濠尚            |                             |
| 32   | T346                        | 廣東大馬路／鴻發            |                             |
| 33   | T301                        | 盧廉若／菩提園              |                             |
| 34   | T302                        | 盧廉若／葡京花園            |                             |
| 35   | T332/1                      | 南新花園                    | 馬會站                      |
| 36   | T327                        | 賽馬會                      | 馬會站                      |
| 37   | T326/1                      | 柯維納馬路                  | 馬會站                      |
| 38   | T337                        | 氹仔海濱花園                | 海洋站                      |
| 39   | T334                        | 海洋花園／紫荊苑            |                             |
| 40   | T330/2                      | 蘇利安圓形地                |                             |

## 本線分流路線
- 澳門巴士35S路線（暫停營運）

## 圖片集

### 新福利時期
- 三菱Rosa
- 三菱Rosa

### 維澳蓮運時期
- 宇通ZK6770HG

### 新時代時期
- 宇通ZK6770HG

### 澳巴時期
- 宇通ZK6770HG
- 中通LCK6759SHEVG
- 宇通ZK6902HG
- 中通LCK6980SHEVG
- 中通LCK6980SHEVG
- 中通LCK6980SHEVG

## 外部連結
- 澳門公共汽車股份有限公司（官方網站） （页面存档备份，存于）